# Amplirhagada elevata
Amplirhagada elevata är en snäckart som beskrevs av Alan Solem 1981. Amplirhagada elevata ingår i släktet Amplirhagada och familjen Camaenidae. IUCN kategoriserar arten globalt som livskraftig. Inga underarter finns listade i Catalogue of Life.